# Ad Astra (film)
Ad Astra è un film del 2019 diretto da James Gray.
Film di fantascienza presentato in concorso alla 76ª Mostra internazionale d'arte cinematografica di Venezia, è stato accolto positivamente da parte della critica ma ha avuto un risultato inferiore del previsto al botteghino, incassando 133 milioni di dollari a fronte di un budget di 87 milioni. È stato candidato al miglior sonoro ai premi Oscar 2020.

## Trama
In un futuro non lontano, le missioni spaziali hanno esplorato la maggior parte del sistema solare interno, fino a quando esso ha cominciato a venire periodicamente colpito da misteriosi picchi d'energia, le cui conseguenze minacciano la vita sulla Terra. Sopravvissuto a un grave incidente causato da uno di questi picchi mentre lavorava su un'antenna nell'orbita terrestre, il maggiore Roy McBride, figlio dell'uomo che è arrivato più lontano dalla Terra di chiunque altro, l'astronauta Clifford McBride, viene segretamente informato dalla SpaceCom (il comando spaziale statunitense) di una terribile scoperta: la causa dei picchi potrebbe essere un danneggiamento del sistema di generazione di energia ad antimateria che alimentava la nave spaziale del Progetto LIMA, la missione comandata proprio dal padre Clifford, lanciata 29 anni prima per cercare forme di vita intelligenti non umane e di cui non si sono più avute notizie dopo il suo ingresso nell'orbita di Nettuno, 16 anni prima. Informato del fatto che Clifford potrebbe essere ancora vivo, Roy accetta di recarsi in una base sotterranea della SpaceCom su Marte, che è immune ai picchi ed è l'avamposto umano più vicino a Nettuno, per inviare delle trasmissioni con cui stabilire un contatto con Clifford in virtù del suo legame filiale e cercare di fermare il fenomeno.
Nella missione Roy viene affiancato da un vecchio collega del padre, il colonnello Thomas Pruitt, con cui si reca sulla Luna, dove si imbarcherà su un vettore spaziale che lo porterà su Marte. Per raggiungere la base di lancio, i due devono attraversare un lungo tratto della superficie lunare privo di giurisdizione e soggetto ad attività di pirateria: mentre vengono scortati su dei rover da un gruppo di militari armati, il gruppo viene attaccato da dei rover pirata. Nonostante la morte degli uomini della scorta, Roy riesce a trarre Pruitt in salvo, ma il colonnello è fortemente indebolito e deve sottoporsi urgentemente ad un intervento chirurgico, quindi non può proseguire il viaggio: prima di separarsi, Pruitt confida a Roy che, se Clifford si rivelerà ostile, sarà suo compito eliminarlo. Roy sale insieme ad altri astronauti sul veicolo spaziale Cepheus. Durante il viaggio, la nave riceve una chiamata di soccorso da parte di una stazione spaziale norvegese dedicata alla ricerca biomedica: Roy e il capitano della Cepheus Lawrence Tanner si recano ad indagare, ma quest'ultimo viene attaccato e ucciso da dei babbuini inferociti, che erano le cavie della stazione e ne hanno ucciso tutto il personale dopo essersi liberati. Roy riesce a bloccare i babbuini in un modulo esterno che poi depressurizza, uccidendoli. Dopo un breve rito funebre di sepoltura nello spazio in onore del capitano Tanner, la Cepheus si appresta ad arrivare su Marte, quando si manifesta un altro picco energetico che danneggia la nave, facendole perdere l'allineamento necessario ed obbligandola a toccare il suolo marziano con una procedura manuale, che viene portata a termine con un atterraggio in tutta sicurezza grazie alle abilità da pilota di Roy.
Nella base marziana, Roy incontra Helen Lantos, direttrice della struttura, e viene accompagnato a registrare la trasmissione da inviare al Progetto LIMA. Il primo messaggio non riceve risposta; durante la registrazione del secondo, Roy si lascia prendere dall'emotività e lancia un appello commosso al padre. La trasmissione ottiene risposta, ma Roy viene immediatamente rimosso dal suo incarico da parte della SpaceCom, che sostiene che il suo eccessivo coinvolgimento affettivo potrebbe compromettere l'esito della missione. Nonostante protesti per poter ascoltare il messaggio del padre, Roy viene condotto in isolamento. Lì viene visitato da Helen, la quale gli rivela di essere figlia di due membri del Progetto LIMA, per poi mostrargli segretamente dei filmati del sistema di sorveglianza della nave del Progetto, che rivelano che l'equipaggio si era ammutinato, non riuscendo più a sopportare i tanti anni di permanenza nello spazio e desiderando tornare sulla Terra, evento a cui Clifford, irremovibile nella sua intenzione di proseguire la missione, reagì disattivando tutte le comunicazioni e i sistemi di supporto vitale dell'equipaggio, uccidendo così gli altri membri del Progetto, tra cui i genitori della donna. Roy viene inoltre informato del motivo per cui è stato rimosso dall'incarico: una volta localizzata la provenienza esatta della comunicazione da parte di Clifford, la sua presenza non è più di alcuna utilità per la SpaceCom, che intende eliminare la nave del Progetto LIMA mediante la detonazione di un ordigno nucleare a bordo della Cepheus. Helen spiega a Roy che l'equipaggio che lo ha condotto su Marte sta ripartendo con la Cepheus alla volta di Nettuno, quindi Roy decide di affrontare Clifford di persona ed Helen lo aiuta a raggiungere di nascosto la piattaforma di lancio.
Roy si introduce nell'astronave in fase di decollo; dopo averlo scoperto, l'equipaggio cerca di neutralizzarlo per ordine dalla SpaceCom, ma uno degli uomini, nel tentativo di colpirlo, spara ad una bombola che libera un gas letale: Roy, essendo l'unico ad indossare una tuta spaziale che lo protegge, rimane l'unico in vita all'interno della nave. Durante il lungo e solitario viaggio, Roy, disattivati i sistemi di localizzazione e comunicazione, riflette sul rapporto anaffettivo che ha sempre avuto verso la vita, con suo padre e la sua ex moglie Eve. Dopo più di due mesi, giunge finalmente alla stazione spaziale del Progetto LIMA, in orbita intorno a Nettuno. Per avvicinarsi alla base portando con sé l'ordigno è costretto ad uscire dalla Cepheus con un piccolo modulo, che viene però danneggiato attraversando gli anelli di Nettuno, anche a causa di un improvviso picco d'energia; non riuscendo ad attraccare la navetta alla base, vi entra tramite una passeggiata spaziale. Roy colloca la bomba e si prepara ad innescarla, ma in quel momento gli si manifesta suo padre, ormai infermo e semi-cieco.
In tutti quegli anni, Clifford aveva continuato a lavorare ossessivamente al Progetto; i dati che raccoglieva continuavano a mostrare la totale assenza di forme di vita intelligenti e non umane nell'universo osservabile, ma lui non era mai stato in grado di accettare ciò. Clifford conferma anche la teoria della SpaceCom riguardo ai picchi d'energia, causati dal nucleo ad antimateria della stazione, danneggiato durante l'ammutinamento, e ne accetta la distruzione. Dopo aver scaricato su un supporto di memoria i dati raccolti dal padre, Roy attiva il timer dell'ordigno e si prepara a tornare sulla Cepheus con lui, ma quest'ultimo usa i propulsori a getto della tuta spaziale per lanciarsi alla deriva nello spazio profondo. Roy, con immenso strazio interiore, lo lascia andare, raggiungendo la nave usando un portello staccato dallo scafo della base del Progetto come scudo per proteggersi dai frammenti rocciosi degli anelli di Nettuno. Ritrovatosi senza carburante a sufficienza per il viaggio di ritorno, Roy sfrutta l'onda d'urto dell'esplosione nucleare che distrugge la fonte dei picchi per far sì che la Cepheus riceva una spinta abbastanza forte da imprimere l'accelerazione e la velocità aggiuntiva necessaria per allontanarsi rapidamente e arrivare fino alla Terra. Atterrato e allo stremo delle forze, viene soccorso dagli uomini della SpaceCom.
Avendo ottenuto prove sperimentali del fatto che l'umanità sarebbe l'unica forma di vita intelligente nell'universo osservabile, Roy inizia ad apprezzare maggiormente la propria vita, tornando assieme ad Eve e ricongiungendosi con le persone a lui più vicine.

## Produzione

### Sviluppo
Il progetto è stato annunciato al Festival di Cannes 2016 dal regista James Gray, che, paragonando il film al racconto Cuore di tenebra, ha dichiarato di voler portare sullo schermo «la miglior rappresentazione dello spazio mai vista in un film».
Nell'aprile del 2017, Gray ha annunciato che Brad Pitt sarebbe stato il protagonista. Nel mese di giugno, Tommy Lee Jones è entrato nel cast nel ruolo del padre del personaggio di Pitt. Ad agosto, Ruth Negga, John Finn, Donald Sutherland e Jamie Kennedy si sono uniti al cast.

### Riprese
Le riprese del film sono cominciate a metà agosto 2017 a Santa Clarita, in California, e sono durate 60 giorni. A seguito dei bassi risultati ottenuti dal film nei test screening preliminari, la produzione ha ordinato una sessione di riprese aggiuntive, a cui Pitt non ha partecipato a causa di altri impegni lavorativi, aumentando il budget da 80 milioni di dollari a 90 milioni.

### Post-produzione
Per realizzare le scene ambientate nello spazio, sulla Luna e in altri pianeti, la produzione ha avuto l'aiuto di astronauti e compagnie aerospaziali, tra le quali la NASA, la Jet Propulsion Laboratory e la SpaceX, affinché le sequenze risultassero più plausibili e veritiere possibili. Il regista si è inoltre consultato con gli studiosi di cinema sperimentale Gregory Zinman e Leo Goldsmith per ispirarsi all'aspetto visivo del film.
Agli effetti visivi del film hanno lavorato la Moving Picture Company, Method Studios, Mr. X, Weta Digital, Brainstorm Digital e Capital T, supervisionati da Allen Maris (vfx supervisor), Christopher Downs, Guillaume Rocheron, Ryan Tudhope, Aidan Fraser, Olaf Wendt, Anders Langlands, Eran Dinur e Jamie Hallett.

## Colonna sonora
La colonna sonora del film è stata composta principalmente da Max Richter, con l'aggiunta di musiche composte da Lorne Balfe.

## Promozione
Il primo trailer del film è stato diffuso online il 5 giugno 2019.

## Distribuzione
Il film è stato presentato in anteprima il 29 agosto 2019 alla 76ª Mostra internazionale d'arte cinematografica di Venezia, nel concorso principale.
È stato distribuito nelle sale cinematografiche statunitensi a partire dal 20 settembre 2019 da Walt Disney Studios Motion Pictures, sotto il logo della 20th Century Fox, mentre in quelle italiane dal 26 settembre. La data di uscita del film originariamente era fissata per il 11 gennaio 2019, prima di essere posticipata al 24 maggio e poi ulteriormente posticipata.

### Edizione italiana
L'edizione italiana del film è stata curata da Marco Guadagno, direttore del doppiaggio e anche autore di dialoghi, con la supervisione di Rosetta Fortezza, mentre il doppiaggio italiano fu eseguito dalla 3Cycle S.r.l. e la sonorizzazione è stata affidata alla CDC Sefit Group.

## Accoglienza

### Incassi
Ad Astra ha incassato 50188370 $ negli Stati Uniti e in Canada, più altri 82619057 $ nel resto del mondo, per un totale di 132807427 $. Secondo il sito web Deadline.com, in previsione di un incasso finale di 150 milioni di dollari, il risultato commerciale al di sotto delle aspettative del film avrebbe causato alla Fox perdite fino a 30 milioni.
In Nord America, dove il film ha esordito assieme a Downton Abbey e Rambo: Last Blood, le previsioni d'incasso per il suo weekend d'apertura erano tra i 15 e i 20 milioni di dollari. Il film ha incassato 7,2 milioni il suo primo giorno di programmazione, terminando il weekend con un totale di 19 milioni, classificandosi al 2º posto dietro Downton Abbey. I sondaggi effettuati da CinemaScore tra gli spettatori hanno avuto come risultato un punteggio in media pari a "B-" su una scala da A+ a F, mentre quelli intervistati da PostTrak hanno dato 2 stelle e mezzo su 5, con un 40% di spettatori a dichiarare che avrebbero raccomandato il film. Deadline ha paragonato il risultato a quello di First Man - Il primo uomo (2018), anch'esso un film drammatico sull'esplorazione spaziale accolto calorosamente dalla critica e più freddamente dal pubblico, incassando quindi poco in relazione al suo cast e budget. Il film ha poi incassato 10,1 milioni nel suo secondo weekend nordamericano e 4,5 nel terzo, scendendo rispettivamente al 5º e al 6º posto.

### Critica
Ad Astra ha avuto un'accoglienza critica generalmente positiva: sull'aggregatore Rotten Tomatoes riceve l'83% delle recensioni professionali positive, basato su 398 critiche, mentre su Metacritic, che utilizza una media aritmetica ponderata, il film ottiene un punteggio di 80 su 100 basato su 56 recensioni da parte della critica, ad indicare «giudizi tendenzialmente favorevoli».
Richard Roeper del Chicago Sun-Times ha assegnato al film 3 stelle e mezzo su 4, definendolo «uno dei più belli dell'anno, anche nei momenti in cui smette di avere un senso e l'interpretazione di Brad Pitt oscilla tra le sue migliori e non esattamente migliori di sempre». David Ehrlich di IndieWire ha assegnato al film un punteggio pari ad "A", definendolo «una delle epopee spaziali più meditative, riservate e stranamente ottimistiche dai tempi di Solaris», nonché «una delle migliori». Ehrlich lo ha poi inserito nella sua classifica dei migliori film dell'anno, posizionandolo al 4º posto. Grant Hermanns di ComingSoon.net lo posiziona invece al 7º posto. Peter Travers di Rolling Stone assegna al film quattro stelle su cinque, lodando l'interpretazione «implosiva» di Pitt e l'approccio di Gray allo scenario fantascientifico, paragonandolo per tematiche e stile a Gravity (2013) e Interstellar (2014).
Meno positivo è invece Mark Kermode del Guardian che, pur trovando «incoraggiante un film sullo spazio da 80 milioni di dollari le cui ambizioni artistiche mirano alle stelle, piuttosto che semplicemente a riciclare cliché intergalattici», ne critica la fattura e i toni, scrivendo che: «Pitt esprime il suo tormento interiore in monologhi pseudo-malickiani, intervallati da immagini da pubblicità di profumi con Liv Tyler [...] Se First Man - Il primo uomo era una lezione pratica di show, don't tell al cinema, Ad Astra sembra invece determinato a "mostrare" e "raccontare" in ogni occasione, fino all'artificiosa conclusione». Adam Graham del Detroit News gli assegna un punteggio pari a "C", definendolo «cinema lento e ottuso, senza legami emotivi». Similmente, Nora Lee Mandel di Film Forward trova che «Ad Astra immagina nel dettaglio aspetti pratici e interpersonali dell'insediamento sulla Luna e oltre, ma le sue intuizioni sulla natura umana rimangono al più semplicistico livello di psicologia pop».

## Riconoscimenti
- 2020 - Premio Oscar[40]
  - Candidatura per il miglior sonoro a Tom Johnson, Gary Rydstrom e Mark Ulano
- 2019 - Chicago Film Critics Association Awards[41]
  - Miglior utilizzo degli effetti speciali
- 2019 - National Film & TV Awards[42]
  - Candidatura per il miglior film
  - Candidatura per il miglior attore non protagonista a Tommy Lee Jones
- 2019 - Golden Tomato Awards[43]
  - Film di fantascienza meglio recensito
- 2019 - Mostra internazionale d'arte cinematografica
  - In competizione per il Leone d'oro al miglior film
- 2019 - San Diego Film Critics Society Awards[44][45]
  - Candidatura per la miglior fotografia a Hoyte van Hoytema
- 2020 - Critics' Choice Awards[46]
  - Candidatura per i migliori effetti speciali
  - Candidatura per il miglior film di fantascienza / horror
- 2021 - Saturn Award[47]
  - Candidatura per il miglior film di fantascienza
  - Candidatura per i migliori costumi a Albert Wolsky
  - Candidatura per i miglior effetti speciali a Scott R. Fisher ed Allen Maris